# Marcel Ritzmaier
Marcel Ritzmaier (Judenburg, 22 aprile 1993) è un calciatore austriaco, centrocampista svincolato.

## Carriera

### Club
Nella stagione 2012-2013 gioca 4 partite in Eredivisie e 2 in UEFA Europa League con il PSV. Nella stagione seguente è in prestito al Cambuur dove segna 3 gol in 31 partite di campionato. Nel 2014 fa ritorno al PSV contribuendo con 5 presenze alla vittoria del campionato.

### Nazionale
Il 10 settembre 2012 ha giocato la partita di qualificazione agli Europei Under-21 che la sua Austria ha vinto per 3-2 sulla Scozia.

## Palmarès

### Club

#### Competizioni nazionali
- Campionato olandese: 1

PSV: 2014-2015